# Полегенький Анатолій Антонович
Анатолій Антонович Полеге́нький (22 грудня 1934, Орлівка — 31 грудня 1998, Сімферополь) — сімферопольський архітектор, заслужений архітектор УРСР з 1985 року, член-кореспондент АН України.

## Біографія
Народився 22 грудня 1934 року в селі Орлівка Чернігівської області. 1963 року закінчив Київський інженерно-будівельний інститут. З 1977 по 1997 рік у КримНДІпректі у Сімферополі.
Помер 31 грудня 1998 року.

## Споруди

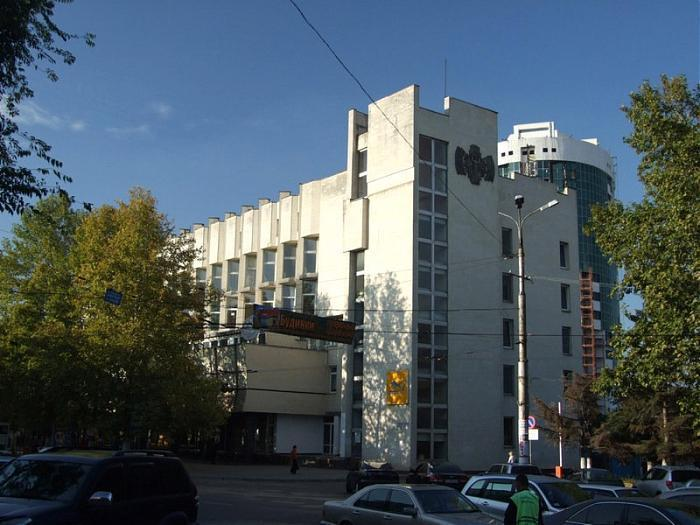
Сiмферопольский Главпочтамт, арх. Полегенький, 1982

Автор будинку Головпошти в Сімферополі. Під його безпосереднім керівництвом розроблялися проєкти могили Невідомого солдата з Вічним вогнем у Гагарінському парку, спортивного комплексу «Спартак» (1964—1970), Кримндіпроекту (1967—1971), проводилася реконструкція центру і набережної Салгиру (1978—1991), інші відомі об'єкти міста.
Серед інших об'єктів Криму: пансіонат «Новий Світ» у смт Новому Світі.

## Вшанування пам'яті
У Сімферополі, на будинку по вулиці Олекасандра Невського, 29, де з 1977 по 1997 рік у КримНДІпректі працював архітектор, йому встановлено гранітну меморіальну дошку.